# Ave de Fuego (cómic)
Ave de Fuego (Bonita Juárez), es un personaje de superhéroe ficticio que aparece en los cómics estadounidenses publicados por Marvel Comics. Un exmiembro de los Vengadores y un miembro de los Rangers, que existe en el principal universo compartido de Marvel, conocido como el Universo Marvel. Ave de Fuego es una notable super heroína Latina.

## Historia de la publicación
En la historia "¡Se obtiene lo que se necesita!" publicado en "El Increíble Hulk" vol. 1 # 265 (noviembre de 1981), el escritor Bill Mantlo y el dibujante Sal Buscema crearon el equipo de superhéroes de los Rangers. El equipo se componía de personajes occidentales como Bonita Juárez /Ave de fuego, Victoria Starvin / Estrella Fugaz, Drew Daniels / Texas Twister, Hamilton Slade / Jinete Fantasma entonces llamado Jinete de la Noche, y William Talltrees, el contemporáneo Lobo Rojo. Las dos mujeres del equipo no habían aparecido anteriormente en los cómics. 
No mucho tiempo después de su primera aparición, Ave de Fuego apareció varias veces en el título de los Vengadores de la Costa Oeste. Ella ha aparecido en varias líneas argumentales relacionadas con los vengadores desde entonces.

## Biografía ficticia del personaje

### Origen
Bonita Juárez nació en Taos, Nuevo México. Ella era una devota católica, que, mientras caminaba por los desiertos de Albuquerque, Nuevo México, entró en contacto con un fragmento de meteorito radiactivo. La radiación alteró su ADN, y le dio el poder de generar llamas y calor, e incluso volar. Creyendo que sus dones provenían de Dios, asumió el nombre de la mítica ave, y se puso un disfraz.
Como Ave de Fuego, ella recibió una llamada de auxilio de los Vengadores, y erróneamente luchó contra Hulk. Ella se unió a otros héroes del Suroeste (formando un equipo llamado los Rangers, y luchó contra el Corrupto, rescatando a Rick Jones, que había enviado en realidad la señal.

### Vengadores de la Costa Oeste
Ave de fuego estaba sola cuando luchó contra un hombre llamado Maestro Pandemónium. Exhausta de la batalla, ella cayó al suelo cerca de las nuevas Instalaciones de los Vengadores en la Costa Oeste, donde fue encontrada por la Cosa. Ella solicitó la ayuda de los Vengadores para luchar contra el Maestro Pandemonium. Ella ayudó a los Vengadores durante las siguientes aventuras, y quería desesperadamente ser invitada a unirse al equipo, algo a lo que el presidente Ojo de Halcón permaneció ajeno, ya que él estaba tratando de reclutar a La Cosa.
Ave de Fuego acompañó a los Vengadores a la dimensión de las Personas gato. Ella luchó contra su excompañero en los Rangers, el poseído Estrella Fugaz, junto a los Vengadores. Ella también luchó contra el Maestro Pandemonium otra vez.
Cuando Sinsonte finalmente descubrió el deseo de Ave de Fuego, trató de convencer a su marido en invitarla, pero él se resistía constantemente de La Cosa (quien finalmente decide convertirse en un miembro, pero se retiró antes de hacerlo oficial). Frustrada, Ave de Fuego, se fue en un viaje espiritual. Ojo de Halcón cambiaría de opinión más tarde y los Vengadores buscarían a Ave de Fuego, pero no pudieron encontrarla. 

### La Espirita
Eventualmente, ella reapareció como La Espirita y llegó justo a tiempo para detener el intento de suicidio de Hank Pym. Con la ayuda de La Espirita, Hank se reinventó a sí mismo como el Aventurero Doctor Pym, y fue capaz de superar sus problemas del pasado.
Con Henry Pym y el Caballero de la Luna, rescató a los Vengadores que quedaron atrapados en el pasado. Ella ayudó a los Vengadores en la batalla con Dominus, y luchó contra Insolación.
Los dos también tuvieron un breve romance, pero Bonita dejó el equipo otra vez después de que ella les ayudó en algunas aventuras cortas, para apoyar a Hank. Una de esas aventuras implicó la muerte de Vengadores de la costa Este y Oeste. Fue entonces cuando se dio cuenta de que ella era aparentemente inmortal, cuando todos los Vengadores murieron gracias a un veneno del Colector Viejo del Universo, excepto ella, algo que el coleccionista encontró fascinante. 

### Ave de Fuego de Nuevo
Más tarde Bonita fue capturada por un grupo de alienígenas del planeta Rus, quienes revelaron que el meteorito que le dio sus increíbles poderes era supuestamente material de desecho de un experimento descartado alienígena de un alumno llamado Yoof. No obstante Ave de Fuego (que había regresado a ese nombre después de saber esta información) cree que sus poderes son un regalo de Dios. Ella fue llamada a varias reuniones de los Vengadores desde entonces, lo que significa que habían aceptado en alguna parte su oferta de unirse a ellos. Sin embargo, Ave de Fuego actúa en gran parte como un miembro de la reserva, prefiriendo pasar su tiempo como trabajadora social. 
Al principio Bonita no se consideró como un Vengador hasta que asistió a una reunión de todos los miembros de los Vengadores. Después de eso la llamaron a varios eventos de los Vengadores. Ella ayudó a Gata del Infierno, Monica Rambeau, Dragón Lunar y Viuda Negra en el sometimiento de Impresionante Androide, y se encontró con un pequeño pelotón de Atlantes en México con ayuda de unos Vengadores.

### Retorno de los Vengadores
Tras el regreso de los principales Vengadores del universo de bolsillo creado por Franklin Richards la mayoría de ellos quedaron atrapados en una maldición creada por Morgan Le Fay, donde ella sirvió en la guardia llamada Venganza de la Reina bajo el nombre Señorita Fuego
Su inmunidad a la radiación la hizo indispensable después cuando un campo de energía misteriosa envolvió un pequeño lugar de Rusia y convirtió a todos en zombis durante los primeros golpes de la Guerra Kang. Ave de Fuego fue una de las pocas personas que podían viajar en el campo de la energía sin algún daño. El compañero Vengador Thor también conjeturó que Ave de Fuego podía ser inmortal. Cuando el Capitán América se transformó brevemente en un zombi energía, Thor, creyéndolo muerto, comienza a temer que él se haya acercado mucho a sus compañeros mortales a pesar de su conocimiento de que iba a sobrevivir a ellos cuando se vean obligados a hacer frente a esas evidencias vívidas de la mortalidad de sus aliados, y contempla dejando a los Vengadores después de que la guerra había terminado. Ave de Fuego le ayudó a ver que los lazos entre él y los Vengadores eran tan valiosos precisamente porque no iba a durar para siempre, y que él no debía descuidarlos solo porque él sobreviviría a ellos. En reconocimiento a su consejo, Thor brindó por ella cuando quedó con los Asgardianos en preparar un festín para los Vengadores para celebrar la derrota de Kang, comentando que ella le había enseñado a un dios una lección tratándolo como el tonto que era.

### Más allá!
Ave de Fuego vuelve a aparecer en la serie limitada Más Allá! junto con otros personajes de Marvel. Se describe por haber cambiado su traje a uno un poco más revelador que descubre parte de su estómago. También se muestra que tiene una atracción romántica con Henry Pym, que se manifiesta cuando ella lo besa después de tener una discusión con la Avispa.

### Guerra Civil
Después de una feroz batalla entre los Vengadores Secretos del Capitán América y las fuerzas de Pro-Registro del Iron Man durante la Guerra Civil, en la que Bill Foster fue asesinado por un clon del Poderoso The Mighty Thor, Ave de Fuego, junto con otros veinte superhéroes, se unió a los Vengadores Secretos en oposición a la Ley de Registro de súper humanos. El diálogo del Capitán América implicó que los nuevos miembros, incluyendo Ave de Fuego, fueran héroes registrados que, aun así, se habían vuelto contra las fuerzas del Hombre de Hierro, debido a debacle de Bill Foster. Semanas después de la conclusión de la Guerra Civil; Ave de Fuego es vista como una de los miembros de los Rangers revividos, como parte del Programa de Iniciativa de los 50 Estados.
Bonita fue identificada como una de los 142 superhéroes registrados que aparecen en la portada del cómic de Los Vengadores: La Iniciativa # 1.
En "Los Vengadores": La Iniciativa # 2 se la ve atacando HYDRA junto con los Rangers.
Durante la invasión Skrull, Skrull se había planteado como el lobo mascota de Lobo Rojo, y los Rangers lo mataron.

## Poderes y habilidades
Bonita Juárez ganó poderes sobrehumanos a consecuencia del bombardeo de radiación de un meteorito que contenía el derroche de energía del equipo científico de un alienígena. Como Ave de Fuego, ella tiene el poder de pirokinesis, que le permite excitar mentalmente los átomos en un objeto hasta que se quema espontáneamente. Mediante el uso de sus poderes para encender el aire alrededor de ella, ella puede rodearse de un aura de llamas que a menudo toma la forma de un pájaro, y si ella enfoca sus llamas hacia abajo en una corriente fuerte, puede impulsarse por el aire como un cohete. Ella puede canalizar sus poderes a través de sus manos proyectando explosiones térmicas abrasadoras de su cuerpo (en realidad de su mente), capaces de derretir el acero. Ella puede volar montando las corrientes de viento suscitadas por la aureola de fuego con la que se rodea a sí misma durante el vuelo. A pesar de que puede propulsarse a velocidades sobrehumanas, no puede respirar a esas velocidades sin protección de la piel y un suministro de oxígeno. La fatiga afecta negativamente su rendimiento después de aproximadamente una hora de gasto pico de potencia. 
También ha mostrado un limitado poder de precognición, lo que le permite tener atisbos del futuro. 
Ave de Fuego también parece ser inmune a la mayoría de las formas de radiación y veneno (e incluso la posesión demoníaca), así como los efectos físicos de sus facultades mentales, y ha mostrado la capacidad de sobrevivir en el vacío del espacio. Ave de Fuego puede ser inmortal, pero los detalles precisos de este no son claros más allá del hecho de que ella ha sobrevivido dos veces ataques aparentemente fatales que solo Thor - él mismo un inmortal - podría resistir.

## Otras versiones

### MC2
En el universo MC2, Ave de Fuego fue asesinada en la misión final de los Vengadores originales.

### Marvel Zombies
En el universo de Marvel Zombies, Ave de Fuego es uno de los héroes que se convirtió en una zombi.